# Amazonasbecken (Aquaristik)

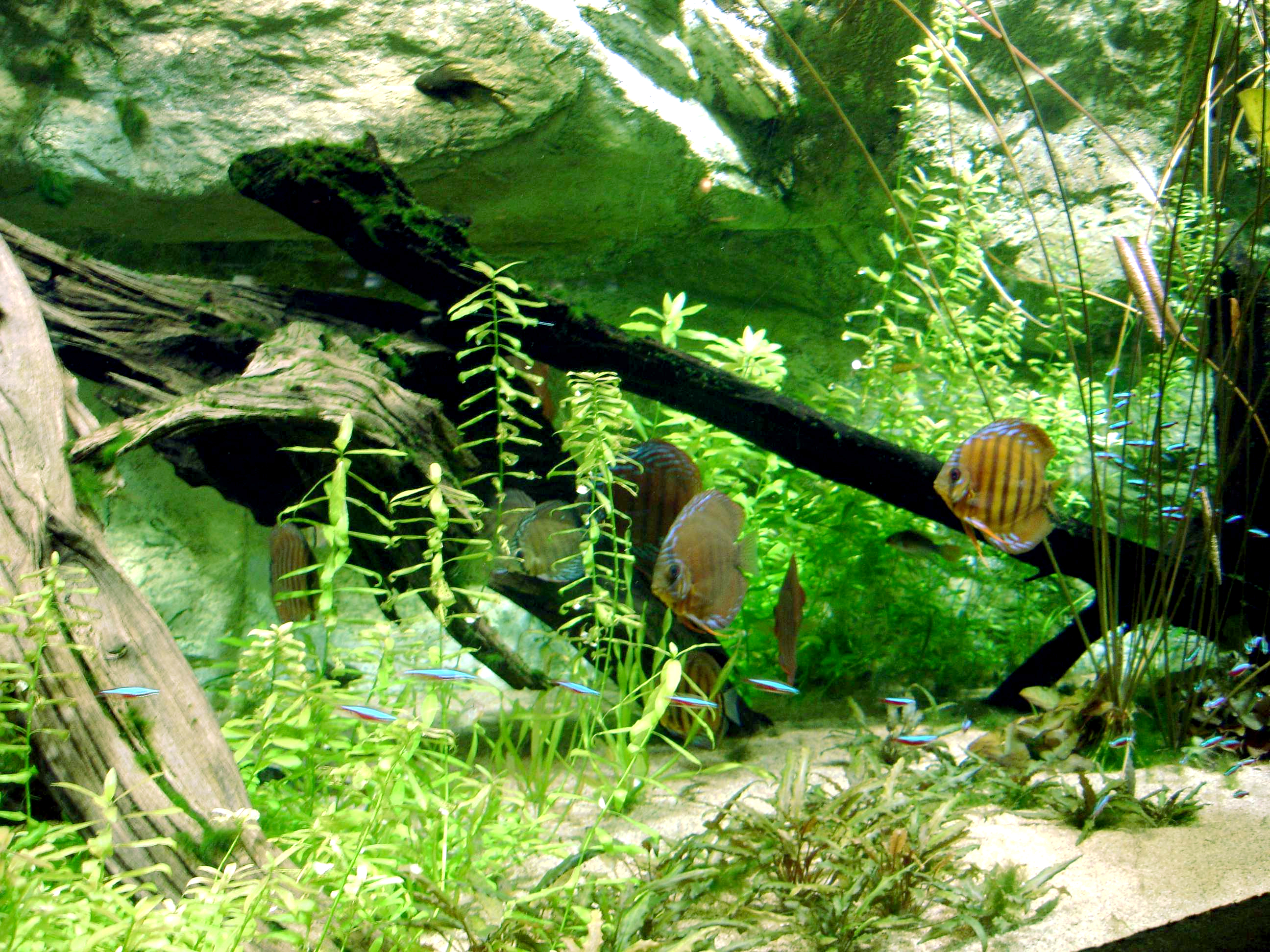
Amazonasbecken mit Diskusfischen und Roten Neonfischen

In der Aquaristik versteht man unter einem Amazonasbecken ein spezielles Süßwasseraquarium in Form eines Biotop-Aquariums, in dem die Bedingungen der Wasserwelt des Amazonas und seiner Nebenflüsse nachgeahmt werden. 
Gepflegt werden in einem solchen Becken nur Tierarten, die im Amazonasgebiet beheimatet sind. Dazu gehören bestimmte Salmlerarten,  Buntbarsche wie die bekannten Skalare und Diskusfische. Dazu können Welse wie Panzerwelse und Harnischwelse beigegeben werden.
Puristen pflegen in einem solchen Aquarium auch nur Pflanzen, zu deren Verbreitungsgebiet der Amazonas gehört. Verwendet werden dann beispielsweise Brasilianischer Wassernabel, Tropisches Laichkraut,  Brasilianisches Tausendblatt und Echinodorus.